# Myrmeleon (Myrmeleon) furcatus
Myrmeleon (Myrmeleon) furcatus is een insect uit de familie van de mierenleeuwen (Myrmeleontidae), die tot de orde netvleugeligen (Neuroptera) behoort. 
Myrmeleon (Myrmeleon) furcatus is voor het eerst wetenschappelijk beschreven door Banks in 1911.